# Musée des Transports de Dresde
Le musée des Transports de Dresde (allemand : Verkehrsmuseum Dresden) est un musée et une société à but non lucratif qui présente des véhicules et objets sur l'histoire des chemins de fer, du transport routier, du transport aérien et de la navigation, sur 5 000 m2 d'espace d'exposition. Le musée des Transports a ouvert en 1956. Il est logé dans le Johanneum, une extension du palais résidentiel du Neumarkt de Dresde, dans le centre-ville.
Les actionnaires sont la Ville de Dresde et la Société de soutien au musée des Transports. Le propriétaire du Johanneum est la Saxe, et le contrat de location court jusqu'en 2025,.
Environ 200 000 visiteurs visitent le musée chaque année, dont la moitié sont des touristes.

## Histoire

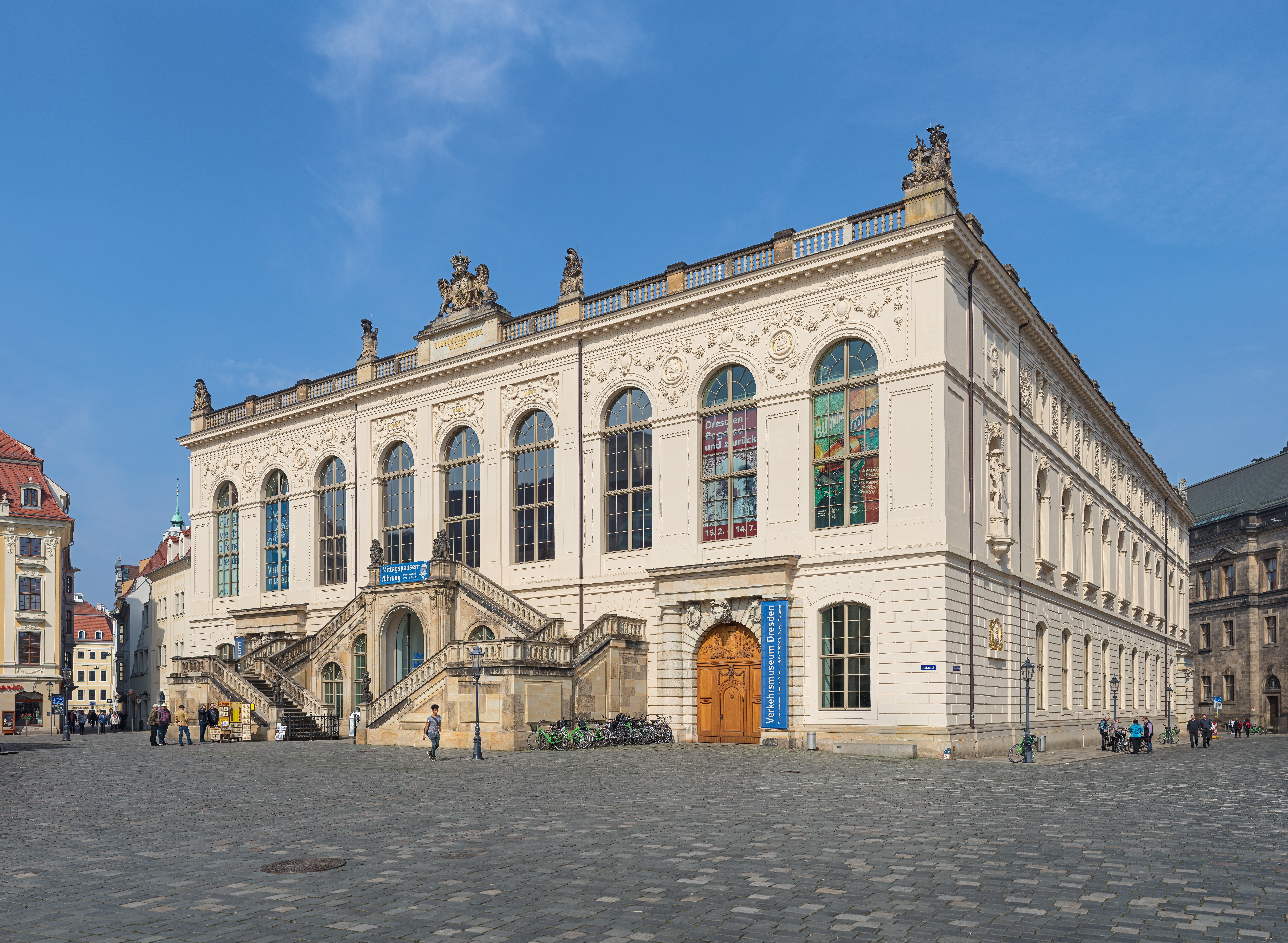
Musée des Transports de Dresde, dans le Johanneum sur la place du Neumarkt.

L'histoire du musée des Transports de Dresde a commencé le 1er mai 1952 lors de négociations entre l'université des transports et le ministère des Transports pour la création d'un musée des Transports en RDA. La priorité devait être d'héberger les objets exposés au Musée ferroviaire saxon, déplacés pendant la Seconde Guerre mondiale.
Après que Dresde eût été choisie comme site, les premiers véhicules ont été stockés dans un hangar à locomotives à Neustadt. Six employés entreprirent la construction du musée et deux petites expositions furent présentées dès 1953. L'ouverture effective de certaines salles du Johanneum eut lieu le 3 juin 1956.
Le 1er avril 1958, le musée est placé sous la tutelle du ministère des Transports. Le 24 novembre 1958, les collections deviennent la propriété du ministère des Transports. Les rénovations intérieures sont achevées en 1966 et la façade en 1968. Conformément aux normes de la construction aéronautique, le toit n'est pas recouvert de tôles de cuivre, mais de duralumin.
Avec la fondation de l'État libre de Saxe en 1990, le musée des Transports a reçu le statut de musée national. En 2006, il est devenu une GmbH et appartient désormais à la Ville de Dresde. Les revenus des billets couvrent environ 40 pour cent des dépenses.
En raison de l'espace limité du Johanneum, le déménagement du musée a été discuté à plusieurs reprises depuis le début des années 1990. Pour des raisons financières et compte tenu de la grande impopularité de cette idée, celle-ci a été reportée au moins jusqu'en 2025.

## Espaces d'exposition et expositions
Les domaines suivants sont présentés en exposition permanente : rail, circulation routière, aviation, transport de marchandises.
Il y a également des expositions spéciales, un jardin de circulation de voitures de police, des zones pour enfants, ainsi qu'un système ferroviaire miniature à voie 0 d'une superficie de 325 m2.
En raison de l'exiguïté du Johanneum, le musée ne présente pas toutes les collections ; certaines sont confiées à d'autres musées : par exemple, de nombreuses locomotives sont conservées dans l'ancien dépôt de Dresde-Altstadt de la Deutsche Reichsbahn et entretenues par le musée ferroviaire Bw Dresden-Altstadt.

### Véhicules ferroviaires
Le musée des Transports de Dresde possède 105 véhicules ferroviaires, dont seulement huit sont exposés au Johanneum, parmi lesquels la locomotive à vapeur Muldenthal, probablement la plus ancienne d'Allemagne, intégralement conservée (1861), une réplique de la première locomotive à vapeur allemande fonctionnelle Saxonia et la voiture salon de la cour 447 de la princesse Mathilde de Saxe (1885).
Une grande partie des véhicules se trouvent dans des dépôts ou sont prêtés par des clubs, comme les locomotives 17 1055, 19 017, 58 261, 24 004, 99 162, V 15 1001, V 240 001, 120 338 et 130 002, ainsi qu'un wagon de maintenance de caténaire. Les véhicules ferroviaires à voie étroite sont entretenus par le musée ferroviaire à voie étroite de Radebeul, dans la gare de Radebeul-Ost.

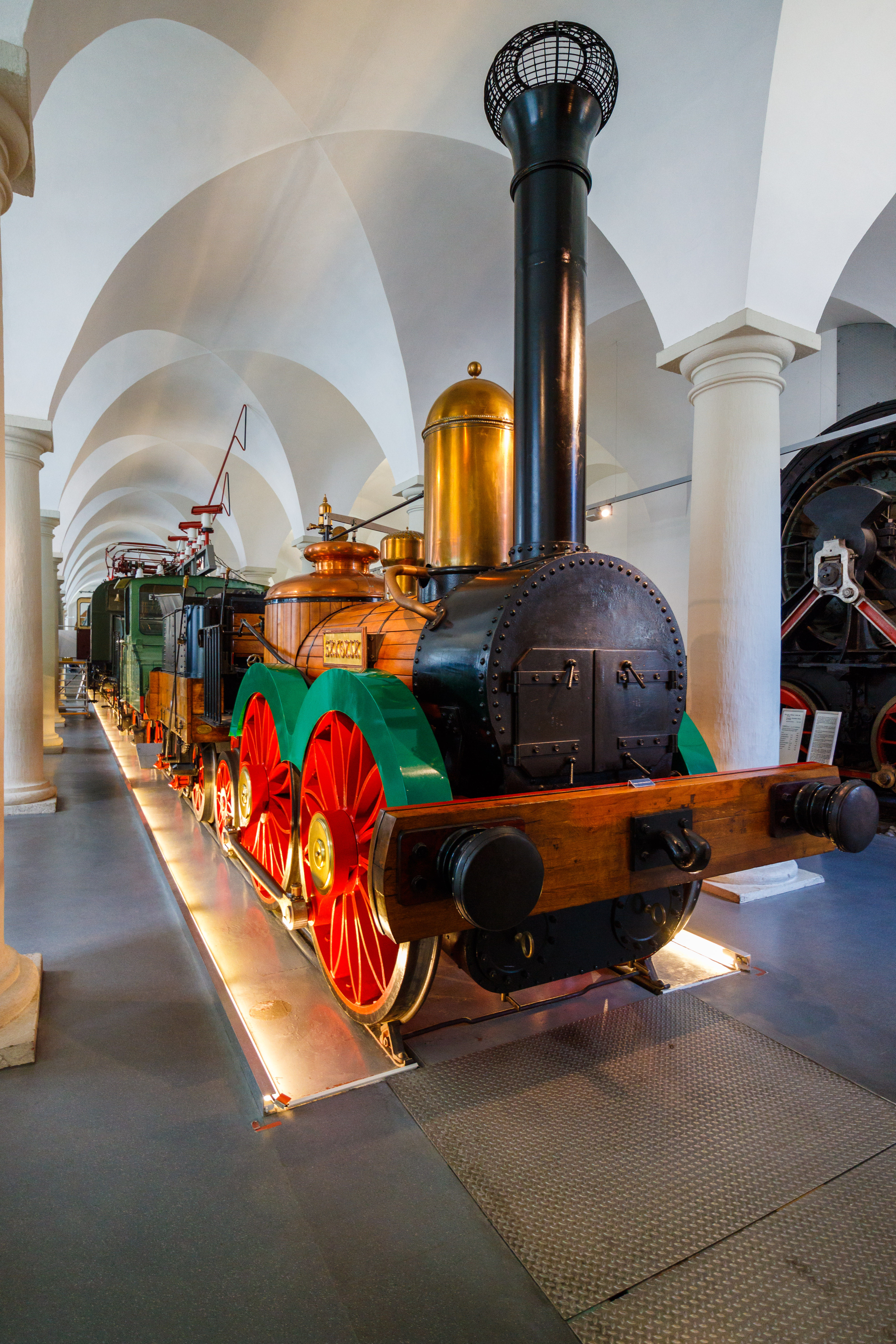
Locomotive Saxonia.
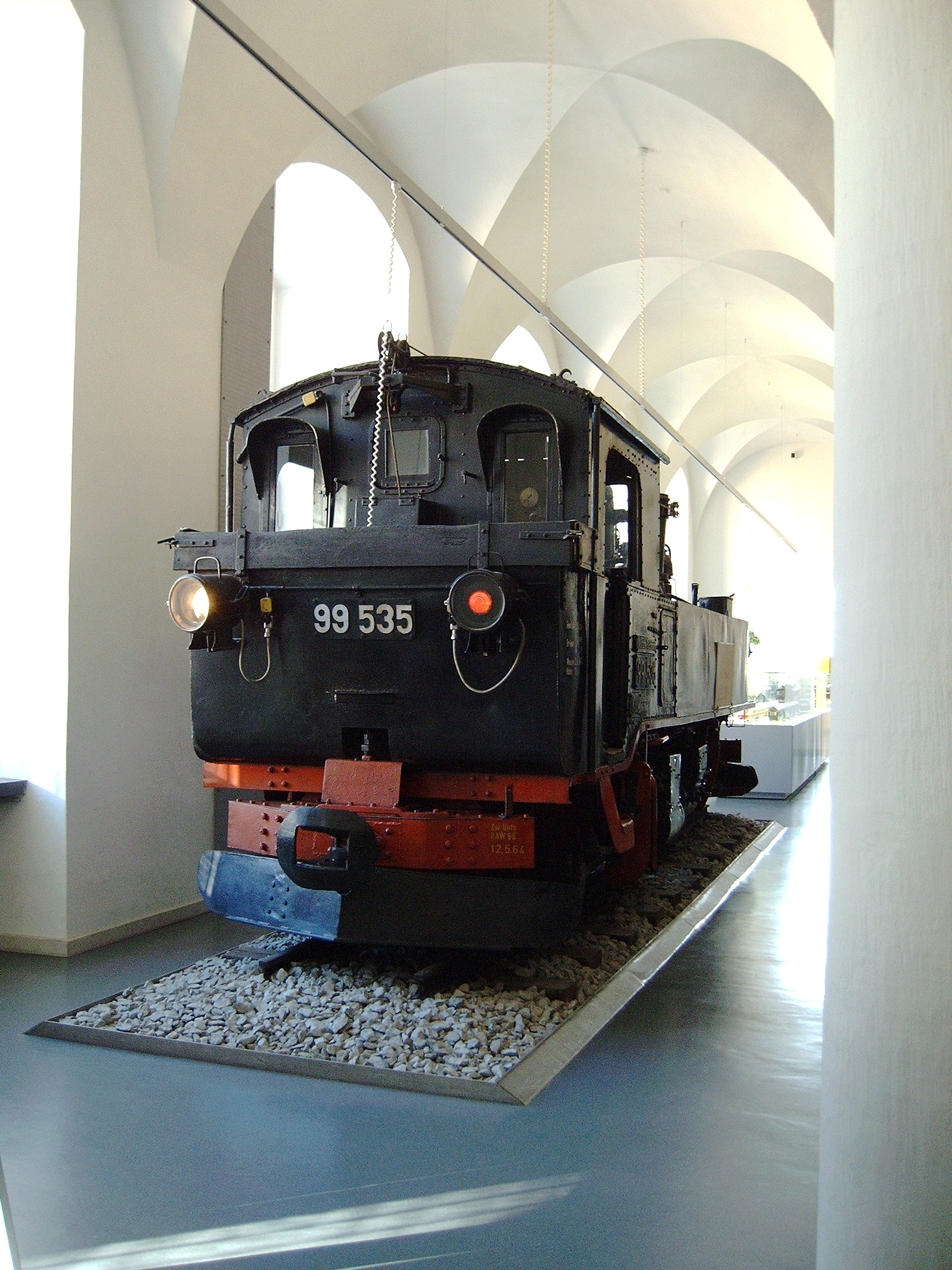
Locomotive Sächsische IVK.
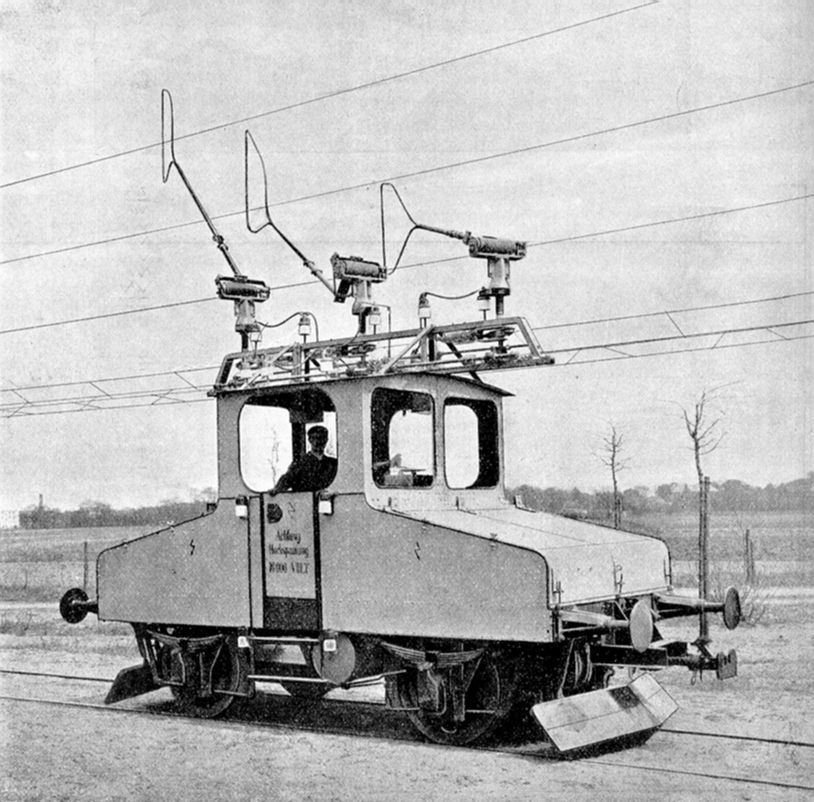
Bad Berka I, locomotive en courant triphasé de la ligne Groß-Lichterfelde – Zehlendorf.

### Aviation

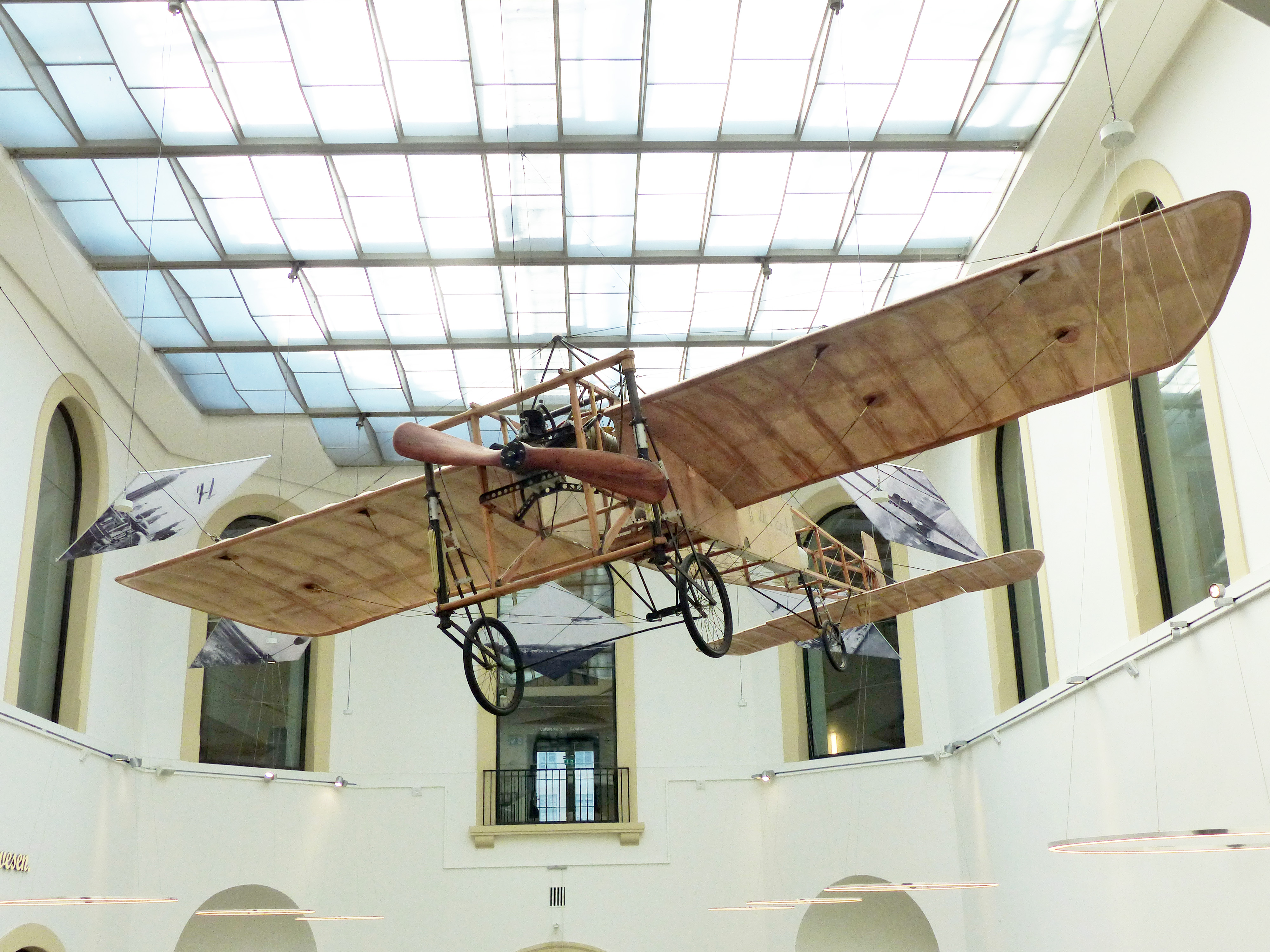
Blériot XI – Avion du pionnier de l'aviation française Louis Blériot.

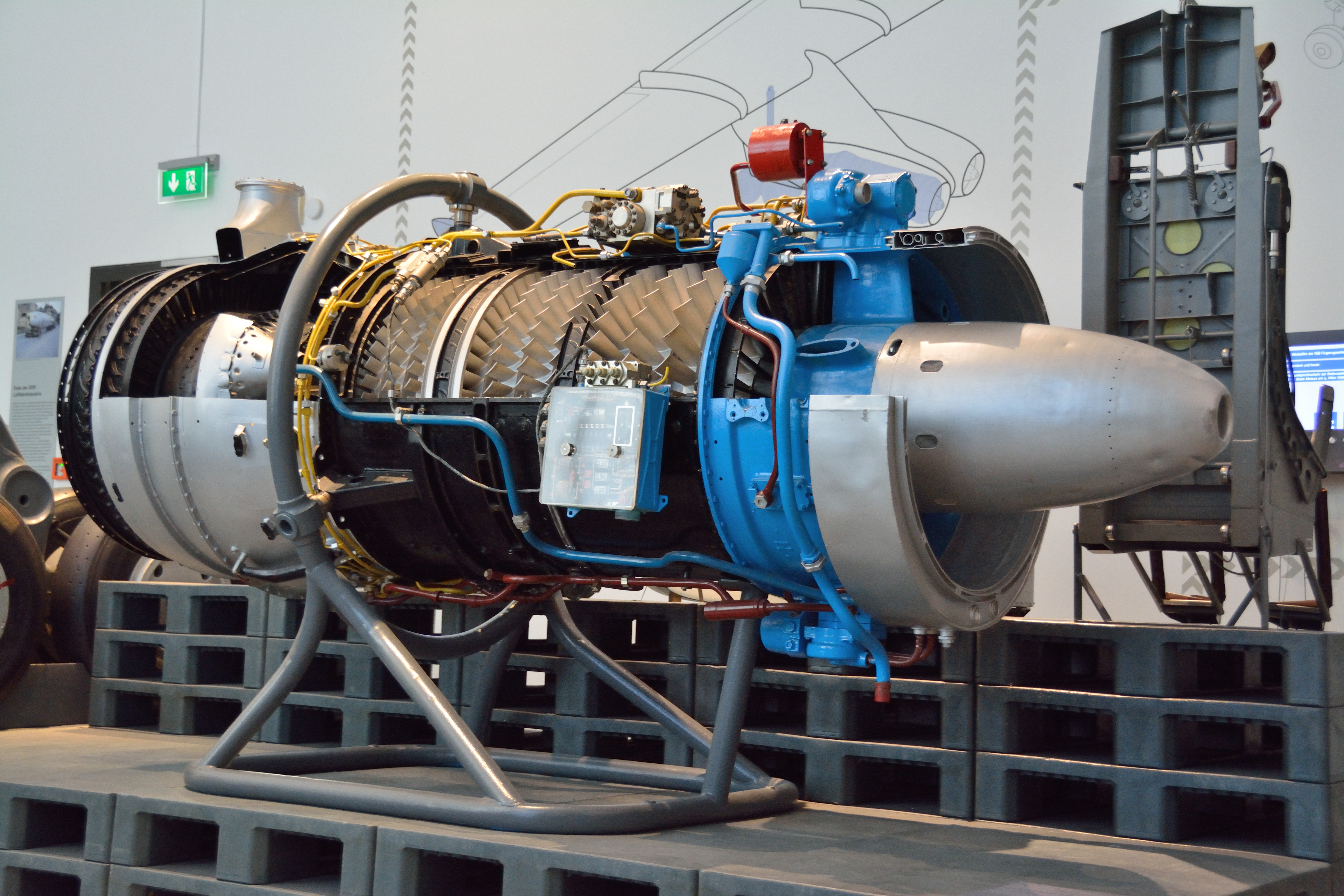
Moteur à réaction Pirna 014 au musée des Transports de Dresde.

#### Avions
- Grade II, 1909 ;
- Blériot XI, 1909 (réplique) ;
- Aéro Ae-45S Super Aero, 1953 ;
- 152 avec des informations sur l'histoire et l'aviation de la RDA.

#### Moteurs
- Moteur radial BMW 132 A (modèle en coupe) ;
- Moteur double radial Schwezow ASch-82 T avec hélice AW 50 d'un Ilyushin Il-14 P ;
- Moteur à réaction Pirna 014, 1958.

### Circulation routière

#### Vélos
- Grand-bi Dresde, vers 1888 ;

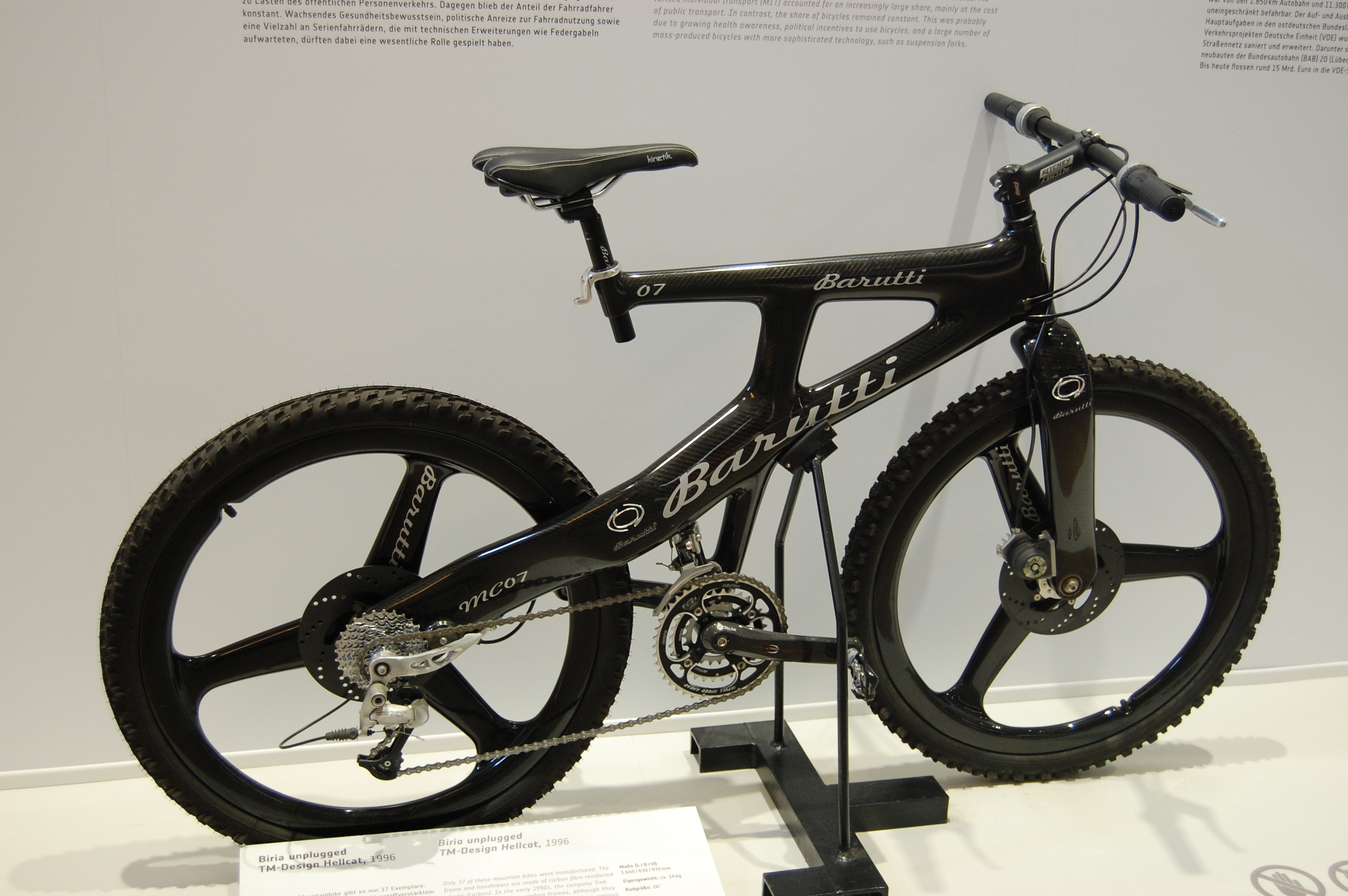
Biria non branché.

- Vélo pliant militaire Brennabor, 1941 ;
- Vélo de tourisme pour dame Möve modèle 15, de 1956 ;
- VTT Biria unplugged, 1998, États-Unis.

#### Motos
- BMW R 62, 1929
- Böhmerland, 1927
- Laurin & Klement, 1899
- Herren-Motorfahrrad Opel, 1922 u. a.

#### Automobiles
- Voiture à vapeur Schöche Nr. 1, 1895 ;
- Pilot 6/30, 1926[7] ;
- Röhr 8 Typ F, 1933 ;
- Voiture de course EMW-R 3-54, 1954 ;
- Wartburg 355, 1968.

#### Camions
- Phänomen 4RL, 1927.

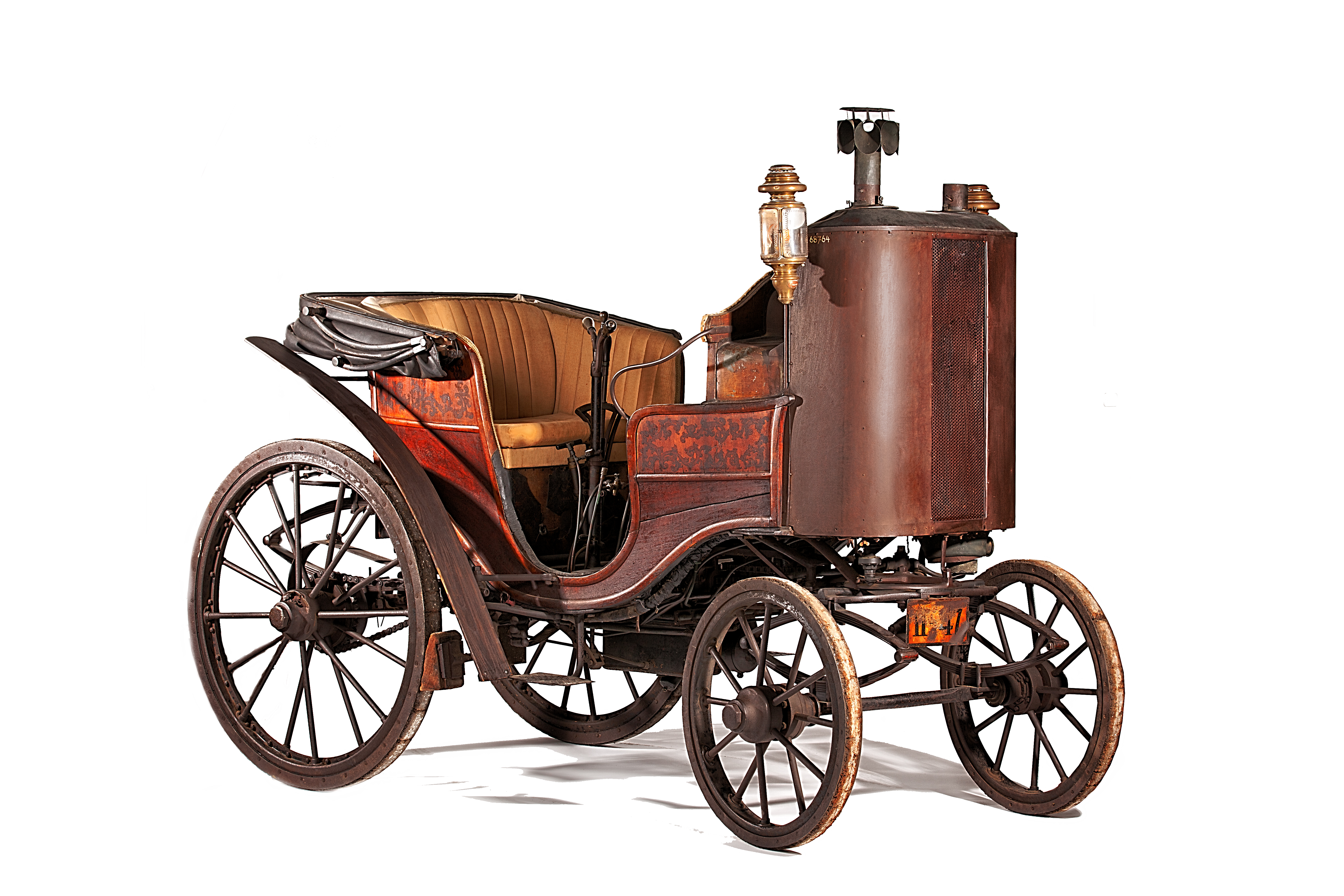
Voiture à vapeur Schöche Nr. 1
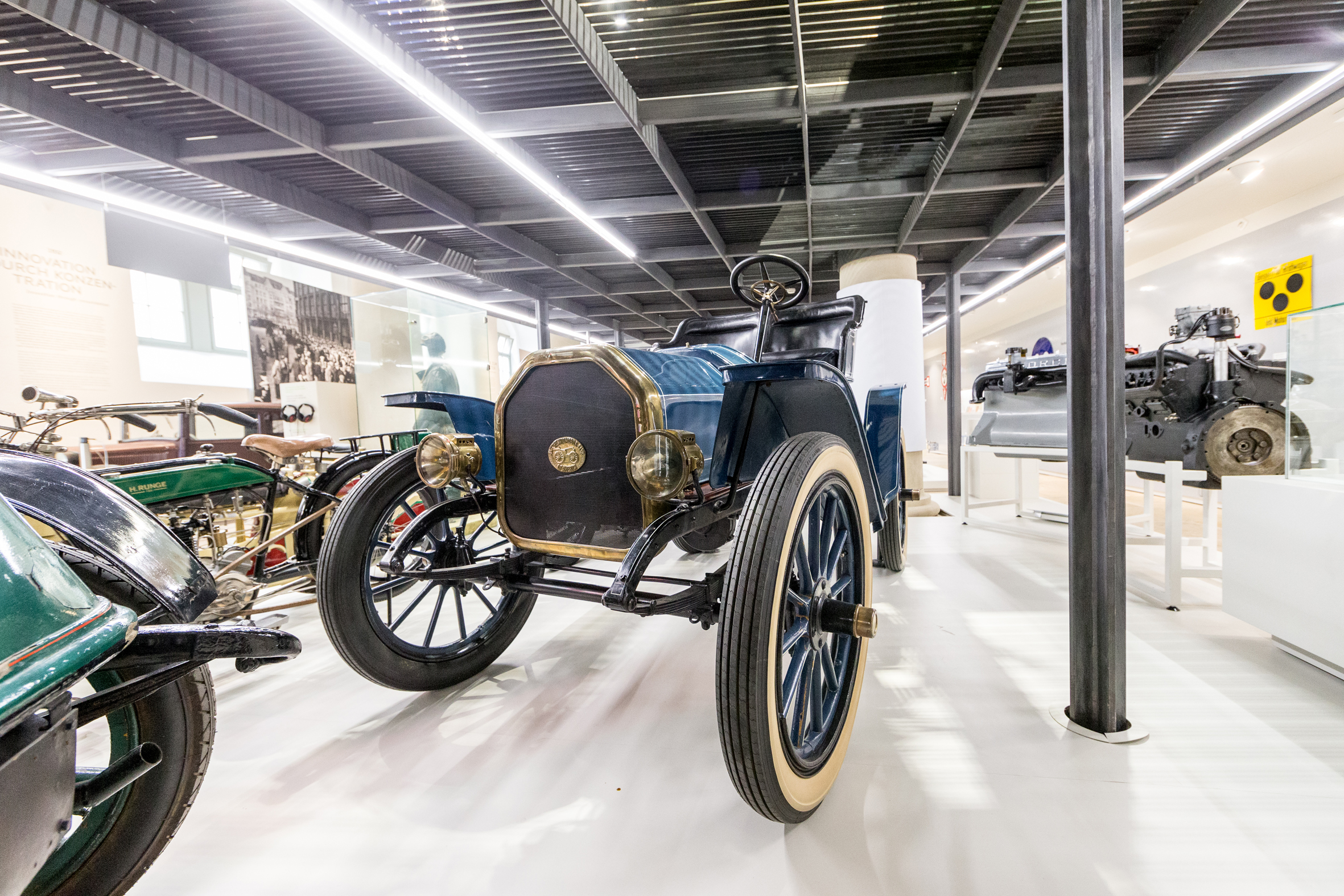
Baker Electric, 1910.